# Mercury-Atlas 10
Mercury-Atlas 10 – jedna z trzech niezrealizowanych misji programu Mercury. Pilotem miał być Alan Shepard, zaś pilotem zapasowym Virgil Grissom. Start planowano na jesień 1963 r.